# Szakal pręgowany
Szakal pręgowany (Lupulella  adustus) – gatunek drapieżnego ssaka z rodziny psowatych (Canidae).

## Występowanie i biotop
Ssaki należące do tego gatunku występują w zachodniej Afryce, Demokratycznej Republice Konga, Somalii, Etiopii, Mozambiku i w Afryce Południowej. Zamieszkuje różne formy sawanny, lasy deszczowe oraz tereny górzyste do wysokości 2700 m n.p.m.. Gatunek ten nie unika człowieka, można go spotkać nawet w centrum miast. Wychowywany od szczenięcia przez człowieka, łatwo się oswaja i niektórymi zachowaniami przypomina psa domowego.

## Charakterystyka
Długość ciała samców 65,5–77,5 cm, samic 69–76 cm, długość ogona samców 30,5–39 cm, samic 31–41 cm; masa ciała samców 7,3–12 kg, samic 7,3–10 kg. Samce są nieco większe i cięższe od samic. Grzbiet blado-szary, od nasady przednich kończyn do nasady ogona ciągną się ciemnobrązowe pasy, oddzielone od grzbietu białym obrzeżeniem. Gardło, brzuch i koniec ogona białe.

## Tryb życia
Odżywianie
Małe ssaki wszystkich gatunków, ptaki, gady, płazy oraz pokarm roślinny (zazwyczaj są to owoce). Czasami, w ostateczności, żywią się padliną.
Dojrzałość płciowa
Samice po osiągnięciu 1 roku, samce 2 lat.
Rozród
Ciąża trwa średnio 60 dni; w miocie rodzi się najczęściej 2 do 7 ślepych młodych. Szczenięta otwierają oczy po 8-12 dniach. Okres laktacji trwa około 8-10 tygodni. W niewoli żyją 10-12 lat.

## Podgatunki
Wyróżnia się sześć podgatunków szakala pręgowanego:
- L. adustus adustus Sundevall, 1847
- L. adustus bweha Heller, 1914
- L. adustus grayi Hilzheimer, 1906
- L. adustus kaffensis Neumann, 1902
- L. adustus lateralis P. L. Sclater, 1870
- L. adustus notatus Heller, 1914

## Status
Stosunkowo rzadki, lecz niezagrożony wyginięciem. Na początku XX w. gatunek ten został prawdopodobnie przetrzebiony przez epidemię nosówki. Obecnie tępiony w niektórych krajach w akcjach zwalczania epidemii wścieklizny.